# Yuki Fukushima
Yuki Fukushima (jap. 福島由紀 Fukushima Yuki; ur. 6 maja 1993) – japońska badmintonistka występująca w grze podwójnej, trzykrotna srebrna medalistka mistrzostw świata, dwukrotna medalistka igrzysk azjatyckich, mistrzyni Azji. Jej partnerką deblową jest Sayaka Hirota.